# Totius Latinitatis Lexicon

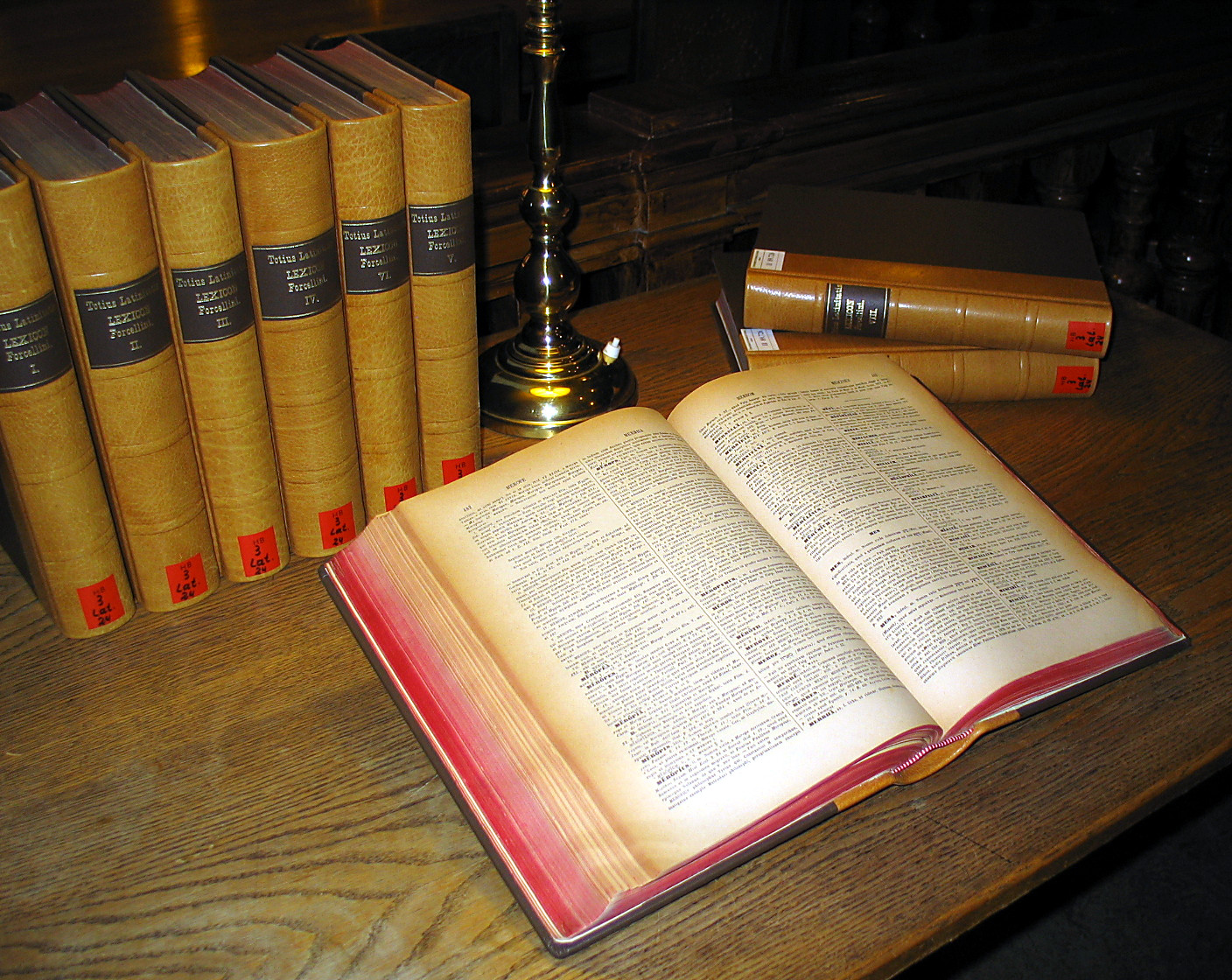
Forcellinis Lexikon in einem Nachdruck.

Das Totius Latinitatis Lexicon (deutsch Lexikon der gesamten Latinität) ist ein lexikalisches Wörterbuch der lateinischen Sprache, das im 18. Jahrhundert von Egidio Forcellini in jahrzehntelanger Arbeit erstellt und 1771 in vier Bänden erstmals publiziert wurde. Es erfuhr eine große Verbreitung und hatte bedeutenden Einfluss auf spätere Werke dieser Art.
Egidio Forcellini begann kurz nach seinem Eintritt in das Priesterseminar von Padua, Jacobo Facciolati bei dessen Neuherausgaben von Cornelius Schrevelius’ Lexicon manuale Graeco-Latinum und des Dictionarum Latinum von Ambrosius Calepinus zu unterstützen. Hierbei erkannte er, dass es inhaltlich analog zum italienischen Wörterbuch der Accademia della Crusca auch eines zur lateinischen Sprache brauchte. Die Bedeutung seines Lehrers Facciolati für die weitere Arbeit, die er zunächst auch noch aktiv begleitete, ist deutlich ersichtlich, wird er doch noch Jahrzehnte später bei der ersten Veröffentlichung im Titel noch vor Forcellini genannt. 1718 begann Forcellini mit der Arbeit am Totius Latinitatis Lexicon, dem Lexikon der gesamten Latinität. Hierzu zog er alle schriftlichen Quellen heran, die ihm bekannt waren: literarische Quellen, auch wenn sie nur fragmentarisch überliefert waren, Inschriften und Münzlegenden. Ziel war es, alle voces vom archaischen Beginn bis zum Ende der Spätantike aufzunehmen.

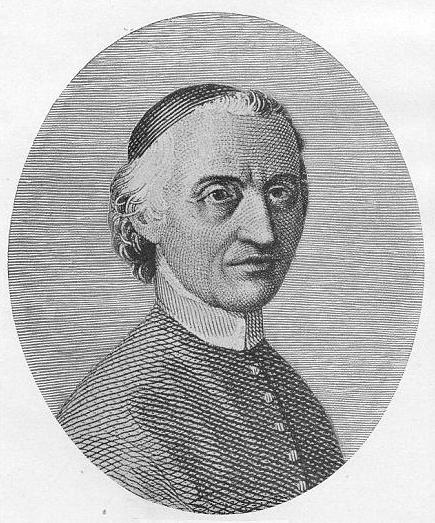
Porträt Egidio Forcellinis aus Alfred Gudemans Imagines philologorum nach einem Stich aus einer britischen Ausgabe des Totius Latinitatis lexicon aus dem Jahr 1825.

Für jeden Eintrag fertigte Forcellini eine altgriechische oder italienische – manchmal auch beide – Übersetzung. Anders als Calepinus in seinem Dictionarum Latinum verzichtete Forcellini aber auf weitere Übersetzungen in andere Sprachen. An dieser Stelle bietet Forcellini eine lateinische Paraphrase. Etymologien bietet er nur, wenn sie ihm wirklich wahrscheinlich erscheinen. Zuerst bietet er den ursprünglichen Sinn eines Wortes, danach die übertragenen Bedeutungen. Ebenso werden Worte, die aus archaischer Zeit stammen oder nicht mehr gebräuchlich waren, gekennzeichnet. Dennoch gibt es oft Rekurse auf archaische Worte, wenn das Alter eines Begriffes verdeutlicht werden sollte. Diesen Weg wendete er bei der späteren lateinischen Literatur nur dann an, wenn sich keine früheren Belege fanden. Fragen zur Orthografie klärt Forcellini anhand von direkten aus der Antike überkommenen Quellen wie epigraphischer und numismatischer Inschriften. Gibt es Varianten, wird die Forcellini wahrscheinlichste an die erste Stelle gesetzt, aber auch die übrigen werden genannt. Auch auf die Prosodie geht er ein. Aus welchen Werken er sich bediente, wird über einen Index auctorum et operum erschlossen.
Aufgrund äußerer Umstände musste Forcellini seine Arbeit mehrfach, zum Teil auch für längere Zeit, unterbrechen. Nach mehr als 40 Jahren Arbeit lag das Werk 1761 in Reinschrift vor. Bis zur ersten Drucklegung dauerte es noch einmal zehn Jahre. Drei Jahre vor der ersten Ausgabe verstarb Forcellini. Den Erfolg seines Werkes erlebte er somit nicht mehr mit. Das Werk wurde oft nachgedruckt und neu aufgelegt. Mehrfach wurden Appendices und Supplemente angefügt und das Werk somit noch erweitert. So erschien schon die 1805 veröffentlichte zweite Auflage mit Supplementen, eine zwischen 1827 und 1831 besorgte Neuausgabe umfasste 5000 Worteinträge mehr und beinhaltete 10000 Korrekturen. 1826/27 erschien eine Londoner Ausgabe, zwischen 1828 und 1835 eine deutsche Fassung bei Robert Schumanns Bruder Carl Schumann (1801–1849) in Schneeberg. Die Bedeutung des Werkes wird nicht zuletzt dadurch gekennzeichnet, dass in der Vorrede zum ersten Band des Thesaurus Linguae Latinae einzig das Totius Latinitatis Lexicon und Johann Matthias Gesners Novus Thesaurus namentlich als Vorgänger erwähnt wurden.

## Ausgaben
- Totius Latinitatis lexicon, consilio et cura Jacobi Facciolati opera et studio Aegidii Forcellini, lucubratum. 4 Bände, Typis Seminarii, Padua 1771 (Digitalisat).
- Totius Latinitatis lexicon, consilio et cura Jacobi Facciolati opera et studio Aegidii Forcellini lucubratum. In hac tertia editione auctum et emendatum a Josepho Furlanetto. 4 Bände, Typis Seminarii, Padua 1827–1831.
- Totius latinitatis lexicon, opera et studio Aegidii Forcellini lucubratum. Et in hac editione post tertiam auctam et emendatam a Josepho Furlanetto alumno seminarii patavini. Novo ordine digestum amplissime auctum atque emendatum cura et studio Vincentii De Vit. Typis Aldinianis, Prati 1858–1879.
- Lexicon totius latinitatis J. Facciolati, Aeg. Forcellini et J. Furlanetti seminarii patavini alumnorum cura, opera et studio lucubratum nunc dedmum juxta opera R. Klotz, G. Freund, L. Doderlein aliorumque recentiorum auctius, emendatius melioremque in formam redactum curante doct. Francisco Corradini ejesdem seminarii alumno. Typis Seminarii, Padua 1896.